# Sîvți, Dîkanka
Sîvți (în ucraineană Сивці) este un sat în comuna Neliubivka din raionul Dîkanka, regiunea Poltava, Ucraina.

## Demografie
Componența lingvistică a localității Sîvți
     Ucraineană (100%)
Conform recensământului din 2001, toată populația localității Sîvți era vorbitoare de ucraineană (100%).